# Lethe niladana
Lethe niladana är en fjärilsart som beskrevs av Hans Fruhstorfer 1911. Lethe niladana ingår i släktet Lethe och familjen praktfjärilar. Inga underarter finns listade i Catalogue of Life.